# Alexishafen
Alexishafen (auch Alexis Harbour) ist eine kleine Küstenstadt etwa 25 km nördlich von Madang in Papua-Neuguinea.

## Geschichte

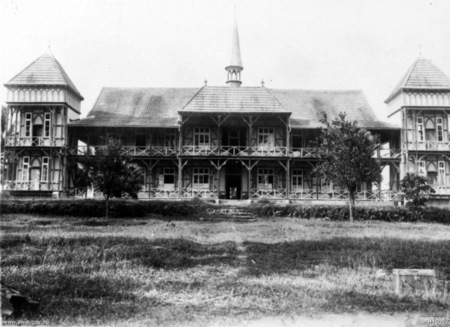
Alexishafen, Residenz von Bischof Franziskus Wolf SVD, Apostolischer Vikar von Ost-Neuguinea

Der russische Forschungsreisende Nikolai Miklucho-Maklai hatte vom 27. Juni 1876 bis 10. November 1877 sein Standquartier in Konstantinhafen an der Astrolabebucht. Er hielt sich längere Zeit in Bilbil auf und entdeckte von dort aus einen Hafen, den er nach dem Generaladmiral der Kaiserlich Russischen Marine Alexei Alexandrowitsch Romanow Großfürst-Alexis-Hafen nannte.
1883 besuchte die russische Korvette Skobelew unter Kapitän Wadim Wassiljewitsch Blagodarew den Hafen, heute als Sek Harbour bezeichnet. Die vorgelagerte Insel erhielt den Namen Skobelew-Insel, heute wird sie Sek-Insel genannt.
1896 begannen die Steyler Missionare ihre Missionsarbeit in Neuguinea. Die Missionsstation Sankt Michael in Alexishafen wurde von ihnen 1905 gegründet und entwickelte sich wirtschaftlich schnell, sodass der Norddeutsche Lloyd entschied, auch Alexishafen mit seinem Reichspostdampfer Manila anzulaufen, nachdem die Missionare eine massive Pier für das Anlegen des Schiffes für die Übernahme der Kopra aus den Kokospalmenplantagen der Mission gebaut hatten. Diese Station bestand aus einer Schwesternstation, der bischöflichen Residenz, der Kathedrale St. Michael, Wohnungen, einer Katechetenschule, Werkstätten, Maschinenräumen, der Mädchenschule, dem Missionskrankenhaus, Lagerräumen und den Missionspflanzungen. Die Stadt war außerdem Sitz einer Apostolischen Präfektur.
1922 wurde das Territorium der Steyler Missionare im ehemaligen deutschen Kaiser-Wilhelms-Land zum Apostolischen Vikariat umgewandelt. Erster Apostolischer Vikar wurde Bischof Franziskus Wolf; am 24. November 1922 erhielt er seine Ernennung und begab sich in die Mission.

### Zweiter Weltkrieg
In der Nacht zum 23. Dezember 1942 landeten Angehörige der japanischen Armee mit Lastkähnen in Alexishafen. Sie stießen auf keinerlei Gegenwehr. Zunächst sicherte die japanische Führung den katholischen Missionaren Unversehrtheit unter japanischer Bewachung zu. Später mussten die Steyler Missionare aus Alexishafen flüchten.
Die japanische Armee baute die Umgebung von Alexishafen zu einem Stützpunkt- und Flugplatzgelände aus. Die Japaner besetzten und erweiterten den existierenden Flugplatz (als Danip bzw. Alexishafen II bezeichnet) und bauten eine weitere größere Landebahn im Süden nahe der Siedlung (als Alexishafen I bezeichnet). Der Bereich wurde durch Flakgeschützbatterien verteidigt.
Die besetzte Stadt und ihre Umgebung, unter anderem auch die beiden Flugfelder, waren in der Folge häufiger Ziele alliierter Luftangriffe. Beim schwersten Angriff, der von der Fifth Air Force am 1. September 1943 mit mehr als 70 B-24 and B-25, die mehr als 200 Tonnen Bomben abwarfen, ausgeführt wurde, wurde der Hauptsitz der Mission vollständig vernichtet. Von der Kathedrale blieben nur Fundamentreste und die Freitreppe stehen. Die versteckt gehaltene Statue des „Heiligen Herzens Jesu“ wurde später zurückgebracht. Auf dem alten Missionsfriedhof von Alexishafen entstand eine Gedenkstätte mit Kreuzigungsgruppe. In der Krypta der neu erbauten Kirche fand Franziskus Wolf seine letzte Ruhestätte.
Mitte April 1944, als sich die australische Armee näherte, verminten die Japaner das Gebiet entlang der North Coast Road, errichteten Sprengfallen und zogen sich schließlich zurück.
Am 26. April 1944 befreite das 30. Bataillon der Australier die Gegend. Bis Juli 1944 wurden einige Gebäude, unter anderem die ehemalige Priesterresidenz, wiederhergestellt und bis zum 17. Juli entstand auf dem Missionsgelände ein Feldlazarett.
Weitere Wiederaufbauarbeiten leistete das US-Militär ab Juni 1944 durch eine Einheit der US Navy. In der Folge entstanden in Alexishafen ein Stützpunkt für 400 Soldaten auf einer Halbinsel in der Bostrem Bay vor Alexishafen mit zusätzlichen Einrichtungen auf Megas Island und Ulimal Island. Neben einem Süßwasserversorgungssystem für Schiffe, das täglich eine halbe Million Gallonen unbehandeltes Wasser liefern konnte, wurden Reparaturmöglichkeiten für Boote auf schwimmenden Docks gebaut. Die Basis wurde am 17. August 1944 in Betrieb genommen.
Am 31. August 1944 besuchte die amerikanische Sängerin und Entertainerin Frances Langford Alexishafen in Verbindung mit der von Bob Hope initiierten USO Tour. Anfang November 1944 war die Basis zu weit hinter den Frontlinien und Pläne für die Demontage traten Ende Dezember in Kraft. Die Wasserversorgung wurde der Royal Australian Navy übergeben. Am 28. Januar 1945 wurde die Basis offiziell als US-Marinestützpunkt außer Dienst gestellt.

## Nachkriegszeit
Heute gibt es in Alexishafen ein Health-Center, in dem Steyler Schwestern und Ärzte arbeiten.

### Industrielle Zone PMIZ
Alexishafen ist Standort eines umstrittenen Projektes zur Schaffung einer 300 Millionen US-Dollar teuren industriellen Zone Pacific Marine Industrial Zone, (PMIZ). Die Regierung Papua-Neuguineas plant gemeinsam mit der Weltbank, der Volksrepublik China und Japan auf dem ehemaligen Gebiet der Missionsstation zehn neue Thunfischfabriken mit Hafenanlagen, Lagerhallen und Arbeiterunterkünften zu bauen.
Viele lokale Grundbesitzer der Volksgruppen Sek, Rempi und Kananam aus den Dörfern rund um den Bereich sind gegen die Pacific Marine Industrial Zone. Die PMIZ hat das Ziel, die reichen Thunfischvorkommen der Region abzufischen. Die von der Fischerei abhängigen Dorfbewohner fürchten um ihre Existenzgrundlage. Durch industrielle Überfischung würden die Thunfischvorkommen binnen weniger Jahre aufgebraucht sein. Ungelernte, günstige Arbeiter aus anderen asiatischen Ländern würden die Arbeit in den Fabriken übernehmen.
Die Ausbeutung der Fischgründe hätte auch Folgen für das regionale Ökosystem. Die Madang-Lagune besitzt eine ungewöhnlich reiche Artenvielfalt. Die im Juni 2010 vom Ministerium für Umwelt und Naturschutz von Papua-Neuguinea (Department of Environment and Conservation (DEC)) veröffentlichte Umweltverträglichkeitsprüfung stellte fest, dass zwei endemische Fischarten und zwei weltweit gefährdete Fischarten in dem Gebiet vorkommen. Auch zwei Arten weltweit bedrohter Schildkröten sind im Projektgebiet gesichtet worden. Die Lagune ist die Heimat von drei gefährdeten Säugetierarten. An Land werden vier Tierarten vom Washingtoner Artenschutzübereinkommen CITES in Anhang 2 als schutzbedürftige Arten geführt, darunter der Allfarblori und der Edelpapagei.
Im Juni 2009 erfolgte der offizielle Spatenstich für das PMIZ-Projekt.